# Дубові насадження (заповідне урочище, Костопільський район)
Дубо́ві наса́дження — лісове заповідне урочище в Україні. Розташоване в межах Костопільського району Рівненської області. 
Площа 8,7 га. Створене рішенням Рівненського облвиконкому № 98 від 18.06.1991 року. Землекористувач: Костопільський військовий лісгосп (Козлинське л-во: кв. 5, вид. 3). 
В урочищі охороняються високопродуктивні дубові насадження.